# 托伊弗爾湖 (克珀尼克)
52°25′11″N 13°37′48″E / 52.41972°N 13.63000°E

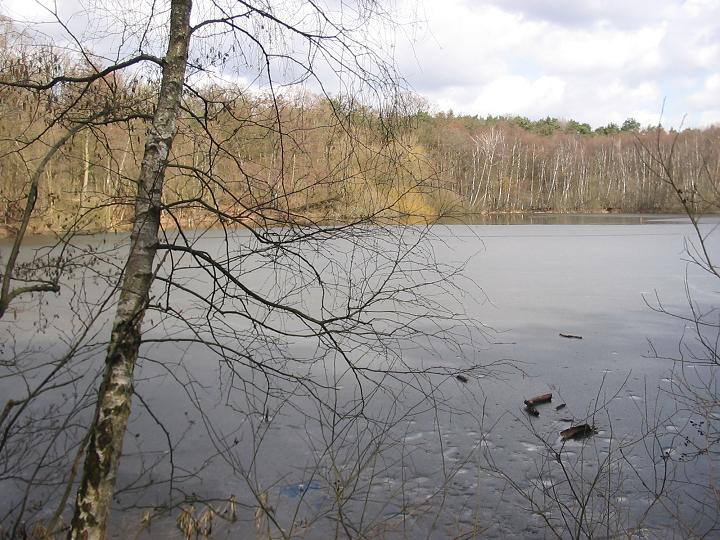

托伊弗爾湖（德語：Teufelssee），是德國的湖泊，位於該國首都柏林，由克珀尼克行政區負責管轄，長0.15公里、寬0.1公里，面積0.01平方公里，湖岸線長度0.4公里。